# Óscar Serrano Gámez
Óscar Serrano Gámez (n. Barcelona; 25 de mayo de 1978) es un tenista profesional español, retirado en 2011 tras haber jugado un total de 19 partidos durante su carrera en la ATP.
Serrano comenzó su carrera profesional en 1995 y su posición más alta en el ranking de la  ATP fue en 27 de noviembre de 2000, cuando alcanzó el puesto #128 del mundo.
- Datos: Q8078875